# Antonov An-10
O Antonov An-10 Ucrânia foi um avião de 4 turbo-hélices destinado ao transporte de passageiros. O primeiro voo foi feito em 1957.

## Versões
- Izdeliye U
- An-10A
- An-10AS
- An-10TS
- An-10KP - Versão militar de posto de comando e grupo de paraquedistas.